# Nederland op de Olympische Zomerspelen 1900

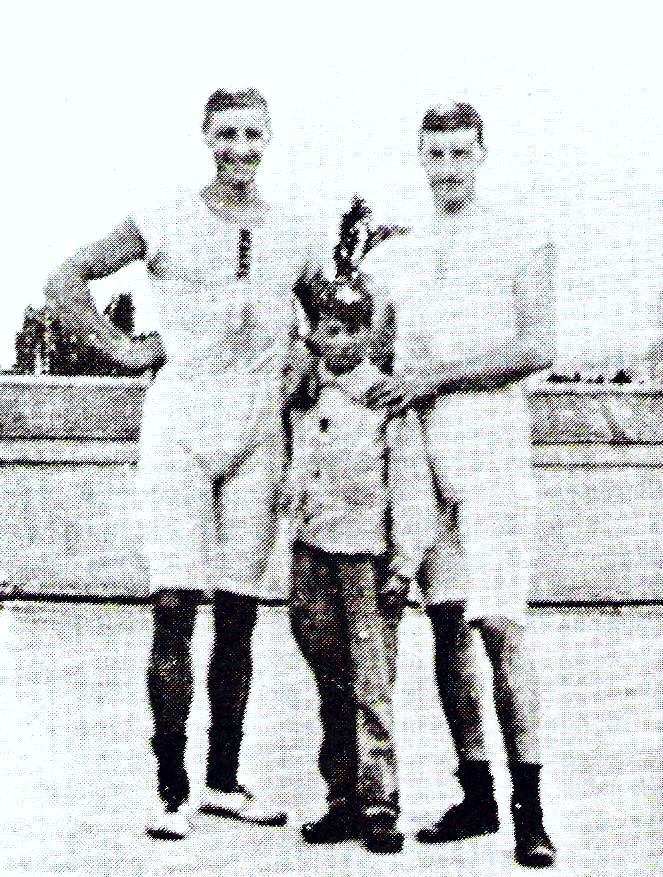
François Brandt en Roelof Klein op de Olympische Zomerspelen 1900

Nederland debuteerde in 1900 op de Olympische Spelen in Parijs, Frankrijk.

## Medailles
| Sport    | Olympiër       | Discipline                | Medaille |
| -------- | -------------- | ------------------------- | -------- |
| Roeien   | Olympisch team | twee met stuurman (m)     | Goud     |
| Roeien   | Olympisch team | vier met stuurman (m)     | Zilver   |
| Roeien   | Olympisch team | acht met stuurman (m)     | Brons    |
| Zwemmen  | Johannes Drost | 200m rugslag (m)          | Brons    |
| Schieten | Olympisch team | militair pistool team (m) | Brons    |

## Overzicht per sport
| Sport        | Deelnemers | Goud | Zilver | Brons | Totaal |
| ------------ | ---------- | ---- | ------ | ----- | ------ |
| Atletiek     | 1          |      |        |       | '      |
| Boogschieten | 6          |      |        |       | '      |
| Roeien       | 13         | 1    | 1      | 1     | 3      |
| Schietsport  | 8          |      |        | 1     | 1      |
| Schermen     | 1          |      |        |       | '      |
| Voetbal      | 1          |      |        |       | '      |
| Wielrennen   | 3          |      |        |       | '      |
| Zeilen       | 4          |      |        | 1     | 1      |
| Zwemmen      | 5          |      |        |       | '      |
| Totaal       | 37         | 1    | 1      | 3     | 5      |

- De Nederlander Hendrik van Heuckelum speelde in het Belgische voetbalteam dat brons won.

## Resultaten per onderdeel

### Atletiek
George Buff nam als 'professional' deel aan de 6-uursloop voor professionals bij de sportwedstrijden van 1900 in Parijs, die voor een deel als 'Olympische Spelen' worden beschouwd. Over zijn uiteindelijke klassering is niks bekend.

### Boogschieten
Zes Nederlandse boogschutters namen deel aan de eerste boogschietcompetitie tijdens de Spelen. Nederland won geen medailles. De namen van alle schutters zijn bekend. De Nederlanders deden alleen mee aan de onderdelen "Sur la Perche à la Herse".
| Olympiër                    | Onderdeel                | Resultaat    | Prestatie              |
| --------------------------- | ------------------------ | ------------ | ---------------------- |
| Johannes van Gastel         | Sur la perche à la Herse | eerste ronde | ronde 1: uitgeschakeld |
| Josephus Heerkens           | Sur la perche à la Herse | eerste ronde | ronde 1: uitgeschakeld |
| Franciscus Hexspoor         | Sur la perche à la Herse | eerste ronde | ronde 1: uitgeschakeld |
| Henricus Mansvelt           | Sur la perche à la Herse | eerste ronde | ronde 1: uitgeschakeld |
| Petrus Johannes Nouwens     | Sur la perche à la Herse | eerste ronde | ronde 1: uitgeschakeld |
| Johannes Franciscus Stovers | Sur la perche à la Herse | eerste ronde | ronde 1: uitgeschakeld |

### Roeien
| Olympiër | Onderdeel         | Resultaat | Prestatie                               |
| --- | ----------------- | --------- | --------------------------------------- |
| François Brandt Roelof Klein Hermanus Brockmann onbekend Franse stuurman                                                                                       | Twee-met-stuurman | Goud      | HF 1: 6.56,0 (2e tijd) Finale: 7.34,2 1 |
| Coenraad Hiebendaal Geert Lotsij Paul Lotsij Johannes Terwogt Hermanus Brockmann (stuurman)                                                                    | Vier-met-stuurman | Zilver    | HF 2: 6.02,0 (1e tijd) Finale: 6.03,0   |
| François Brandt Johannes van Dijk Roelof Klein Ruurd Leegstra Walter Middelberg Hendrik Offerhaus Walter Thijssen Henricus Tromp Hermanus Brockmann (stuurman) | Acht-met-stuurman | Brons     | HF 1: 4.59,2 (1e tijd) Finale: 6.23,0   |

1 Doordat in de finale een Franse stuurman is ingezet wordt deze medaille initieel niet aan Nederland toegekend maar aan het Gemengd team. In 2012 berichtte de Volkskrant dat Nederland alsnog deze gouden medaille krijgt toegekend.

### Schermen
Nederland deed met één schermer mee aan de Spelen.
| Olympiër                   | Onderdeel      | Resultaat | Prestatie              |
| -------------------------- | -------------- | --------- | ---------------------- |
| Eugenius van Nieuwenhuizen | Degen, Masters | ronde 1   | Ronde 1: uitgeschakeld |

### Schietsport
Nederlandse schutters namen deel bij de onderdelen met het militair geweer en militair pistool.
| Olympiër                                                                            | Onderdeel                     | Resultaat | Prestatie   |
| ----------------------------------------------------------------------------------- | ----------------------------- | --------- | ----------- |
| Solko van den Bergh                                                                 | Militair pistool              | 18e       | 331 punten  |
| Solko van den Bergh                                                                 | Militair geweer staand        | 26e       | 239 punten  |
| Solko van den Bergh                                                                 | Militair geweer geknield      | 20e       | 274 punten  |
| Solko van den Bergh                                                                 | Militair geweer liggend       | 20e       | 292 punten  |
| Solko van den Bergh                                                                 | Militair geweer drie posities | 27e       | 805 punten  |
| Antoine Bouwens                                                                     | Militair pistool              | 15e       | 390 punten  |
| Antoine Bouwens                                                                     | Militair geweer staand        | 28e       | 238 punten  |
| Antoine Bouwens                                                                     | Militair geweer geknield      | 11e       | 296 punten  |
| Antoine Bouwens                                                                     | Militair geweer liggend       | 26e       | 278 punten  |
| Antoine Bouwens                                                                     | Militair geweer drie posities | 25e       | 812 punten  |
| Dirk Boest Gips                                                                     | Militair pistool              | 6e        | 437 punten  |
| Henrik Sillem                                                                       | Militair pistool              | 12e       | 408 punten  |
| Henrik Sillem                                                                       | Militair geweer staand        | 25e       | 249 punten  |
| Henrik Sillem                                                                       | Militair geweer geknield      | 19e       | 281 punten  |
| Henrik Sillem                                                                       | Militair geweer liggend       | 6e        | 317 punten  |
| Henrik Sillem                                                                       | Militair geweer drie posities | 18e       | 847 punten  |
| Anthony Sweijs                                                                      | Militair pistool              | 20e       | 310 punten  |
| Solko van den Bergh Antoine Bouwens Dirk Boest Gips Henrik Sillem Anthony Sweijs    | Militair pistool team         | Brons     | 1876 punten |
| Marcus Ravenswaaij                                                                  | Militair geweer staand        | 14e       | 272 punten  |
| Marcus Ravenswaaij                                                                  | Militair geweer geknield      | 5e        | 306 punten  |
| Marcus Ravenswaaij                                                                  | Militair geweer liggend       | 14e       | 303 punten  |
| Marcus Ravenswaaij                                                                  | Militair geweer drie posities | 9e        | 881 punten  |
| Uilke Vuurman                                                                       | Militair geweer staand        | 22e       | 261 punten  |
| Uilke Vuurman                                                                       | Militair geweer geknield      | 6e        | 303 punten  |
| Uilke Vuurman                                                                       | Militair geweer liggend       | 8e        | 312 punten  |
| Uilke Vuurman                                                                       | Militair geweer drie posities | 14e       | 876 punten  |
| Solko van den Bergh Antonius Bouwens Marcus Ravenswaaij Henrik Sillem Uilke Vuurman | Militair geweer team          | 5e        | 4221 punten |

### Zeilen
| Olympiër                                                    | Onderdeel       | Resultaat | Prestatie |
| ----------------------------------------------------------- | --------------- | --- | --------- |
| Christoffel Hooijkaas Henricus Smulders Arie van der Valden | 3-10 ton klasse | 4e | 4.46,36   |
| Christoffel Hooijkaas Henricus Smulders Arie van der Valden | 3-10 ton klasse | 2e (er werden echter geen medailles uitgereikt. Smulders, de eigenaar van de boot, kreeg 800 Franse Franken) |           |

### Zwemmen
| Olympiër               | Onderdeel             | Resultaat | Prestatie                                   |
| ---------------------- | --------------------- | --------- | ------------------------------------------- |
| Herman Alexander de By | 200 meter vrije slag  | 13e       | HF 4: 3.10,4 (2e tijd)                      |
| Eduard Meijer          | 4000 meter vrije slag | 5e        | HF 3: 1:17.55,4 (2e tijd) Finale: 1:16.37,2 |
| Johannes Dirk Bloemen  | 200 meter rugslag     | 4e        | HF 2: 3.09,2 (1e tijd) Finale: 3.02,2       |
| Johannes Drost         | 200 meter rugslag     | Brons     | HF 3: 3.10,2 (2e tijd) Finale: 3.01,0       |